# Маруша
Маруша (на гръцки: Μαρούσια) е бивше село в Република Гърция, дем Бер, област Централна Македония.

## География
Селото е било разположено високо в планината Каракамен (Вермио), над Долно Шел (Като Вермио).

## История
Селото е създадено в XV век или по-рано. Според гръцки източници към края на XVIII век селото има 70 семейства и е гъркоговорещо. Жителите на селото участват активно в Негушкото въстание в 1822 година в четата на Димитриос Каратасос, в която влизат и жителите на съседните села Скотина, Аркудохор, Чорново и Дихалеври. При потушаването на въстанието Маруша е напълно унищожено. Във втората третина на XIX век селото е възстановено от влашки пастири.
В XIX век Маруша е влашко село в Берска кааза на Османската империя. На австро-унгарската военна карта селото е отбелязано като Маруша (Maruša). На картата на Йоргос Кондоянис е отбелязано като Маруса (Μαρούσα).
Според Густав Вайганд в селото има 400 власи. В книгата си „Аромъне“, издадена в 1894 година, Вайганд определя Маруша като влашко село със 130 фамилии. „Тѣзи аромѫне сѫ дошли тука въ това столѣтие изъ Авдела и Периволи. Тѣ прѣкарватъ зимата въ равнината: една часть отива за Вериа, а друга къмъ Ниауста... Аромѫнското население изъ селата, вслѣдствие енергическото застѫпвание на ханджията Гога отъ Вериа, е въодушевено отъ националната идеа, а аромѫнетѣ отъ града се числятъ къмъ гръцката партия.“ В селото пуска корени румънската пропаганда и то става център на румънизма в района.
Според Васил Кънчов („Македония. Етнография и статистика“) в 1900 година Маруша е село в Берска каза и в него живеят 740 власи християни. Същите данни дава и секретарят на Българската екзархия Димитър Мишев („La Macédoine et sa Population Chrétienne“), според когото в 1905 година в Маруша (Maroucha) има 740 власи.
През Балканската война в 1912 година в селото влизат гръцки части и след Междусъюзническата в 1913 година Маруша остава в Гърция. Панайотис Деказос пише „Това е гора, където има малки колиби. Използва се изключително за зимна и пролетна паша“.
След Балканските войни селото е напуснато. В 1918 година е споменато като част от община Доляни без жители.
Единствената запазена сграда е църквата „Свети Николай“, построена в XVIII век.